# 傑迪托 (亞利桑那州)
傑迪托（英語：Jeddito）是位於美國亞利桑那州納瓦霍縣的一個人口普查指定地區。根據2010年美國人口普查，該地人口為293人，而該地的面積約為14.04平方千米。

## 地理
傑迪托的座標為35°46′19″N 110°07′37″W / 35.77194°N 110.12694°W，而該地最高點為海拔高度1932米（即6340英尺）。